# Weißenbach (Wirsberg)
Weißenbach  (oberfränkisch: Waisebooch) ist ein Gemeindeteil des Marktes Wirsberg im oberfränkischen Landkreis Kulmbach in Bayern. Weißenbach liegt in der Gemarkung Neufang.

## Lage
Das Dorf liegt auf hügeliger Flur. Es entspringt dort ein namenloser linker Zufluss des Koserbachs. Eine Gemeindeverbindungsstraße führt nach Osserich (0,7 km südwestlich). Ein Wirtschaftsweg führt nach Cottenau (1 km nördlich).

## Geschichte
Der Ort wurde im Jahr 1337 als „Beisenbach“ erstmals urkundlich erwähnt. Dem Ortsnamen liegt ein Gewässername zugrunde, dem Weißenbach, einem rechten Zufluss der Schorgast.
Gegen Ende des 18. Jahrhunderts bestand Weißenbach aus 12 Anwesen. Das Hochgericht übte das bambergische Centamt Marktschorgast. Grundherren waren das bambergische Kastenamt Stadtsteinach (6 Güter, 1 Gütlein, 2 Söldengütlein) und das St.-Katharinen-Spital Kupferberg (2 Güter, 1 Söldengütlein).
Mit dem Gemeindeedikt wurde der Ort dem 1811 gebildeten Steuerdistrikt Wirsberg und der im selben Jahr gebildeten Munizipalgemeinde Wirsberg zugewiesen. 1812 erfolgte die Überweisung an das Steuerdistrikt und Ruralgemeinde Neufang. Am 1. April 1971 wurde Weißenbach in die Gemeinde Wirsberg eingegliedert.

### Baudenkmäler
- Haus Nr. 2 Wohnstallhaus
- Haus Nr. 5: Wohnstallhaus

### Einwohnerentwicklung
| Jahr      | 001799 | 001809 | 001818 | 001861 | 001871 | 001885 | 001900 | 001925 | 001950 | 001961 | 001970 | 001987 |
| Einwohner | 42     | 75     | 98     | 137    | 136    | 106    | 95     | 107    | 87     | 77     | 72     | 75     |
| Häuser    | 14     |        | 15     |        |        | 17     | 17     | 17     | 15     | 17     |        | 19     |
| Quelle    | [ 11 ] | [ 12 ] | [ 8 ]  | [ 13 ] | [ 14 ] | [ 15 ] | [ 16 ] | [ 17 ] | [ 18 ] | [ 19 ] | [ 20 ] | [ 1 ]  |

## Religion
Weißenbach ist seit der Reformation evangelisch-lutherisch geprägt und nach St. Johannis gepfarrt.